# 太極宮

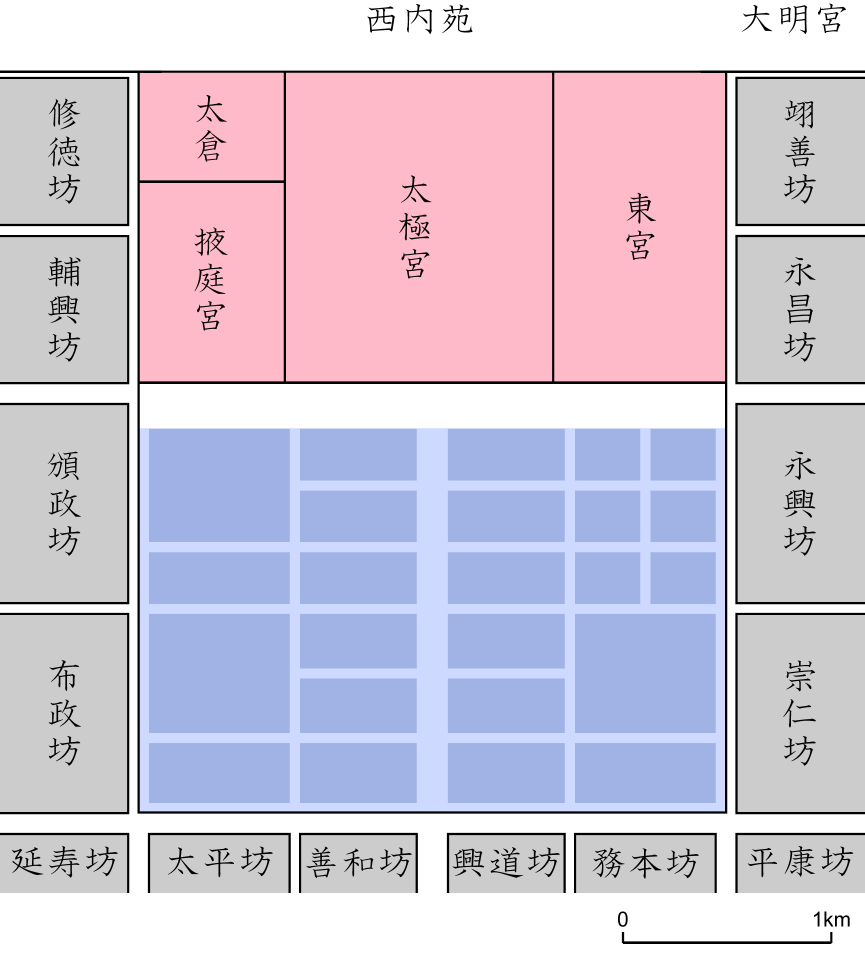
唐代の長安城の北端中央部。赤い区域は皇帝・皇族が住んだ「宮城」、青い区域は官庁街「皇城」

太極宮（たいきょくきゅう）は、唐の長安城（隋の大興城）の北端中央の宮城内にあった宮殿。隋唐初の100年弱にわたり、ここは皇帝が起居し政務を執る都城の中枢宮殿部だった。663年に唐の高宗が大明宮へ朝政を移すと政治の中心としての機能は失われていったが、唐代を通じて王権儀礼で中心的役割を果たし続けた。大明宮、興慶宮と共に長安の“三大内”を成し、西内とも呼ばれた。

## 構成

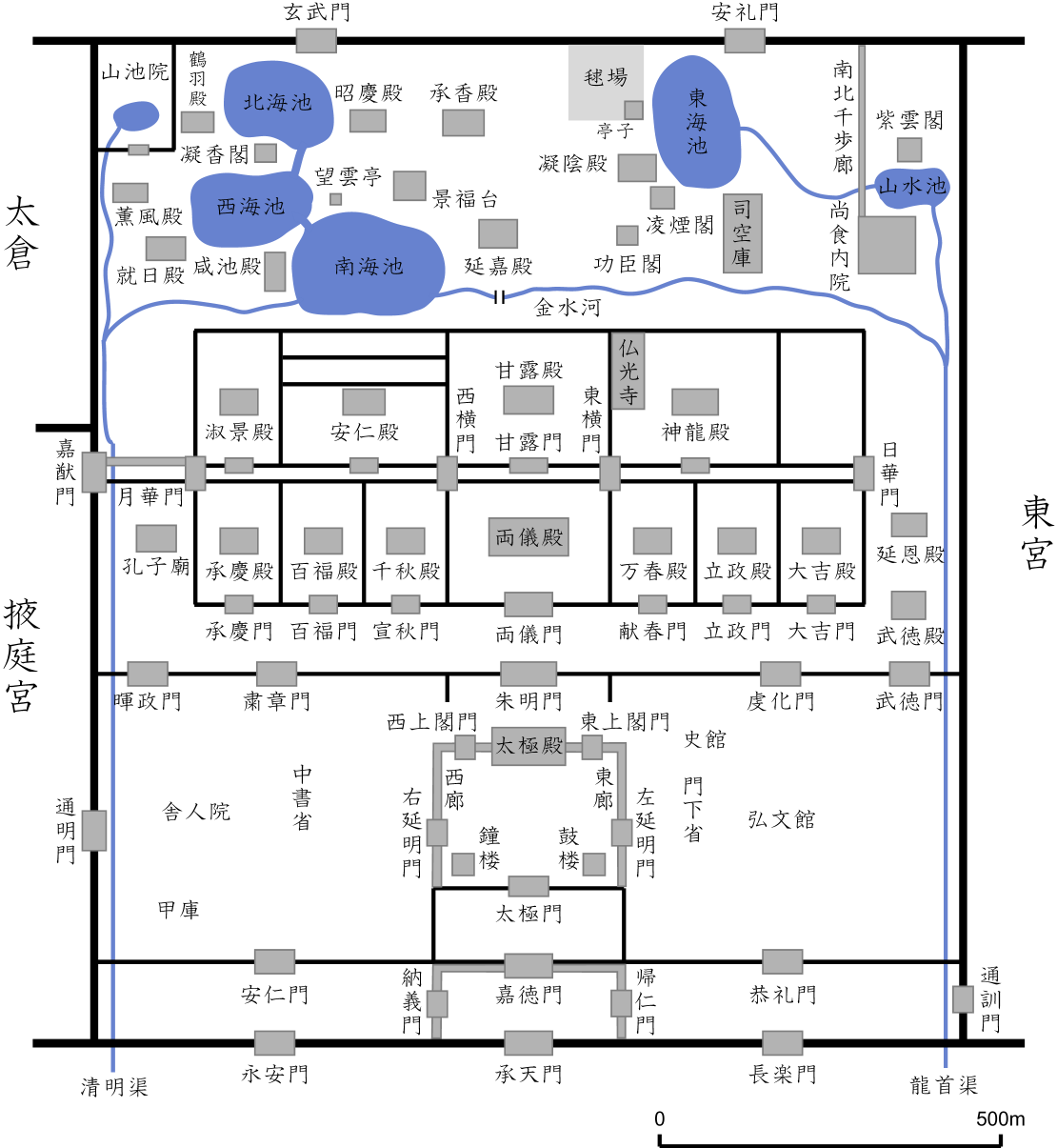
建物配置

太極宮の敷地は南北に 1942m、東西に 1288m の方形をしていた。東隣に皇太子が居住する東宮が接し、西隣に皇妃・宮女などが居住する掖庭宮が接し、これらと共に宮城を成した。北は禁苑（大興苑）が広がり、南は幅 220m の横街（広場状の道路）を挟んで官庁街である皇城が接していた。
敷地の南正面には承天門（外朝）があり、そこから北へ太極殿（中朝）、両儀殿（内朝）、甘露殿などが中心軸上に並び、左右対称の建物配置となっていた。太極殿の両脇には、各省庁の中でも別格の門下省と中書省が置かれ、陰陽の序列に基づき東（陽）に門下省が配された。宰相会議が行なわれる政事堂も唐初は門下省へ置かれた（683年に中書省へ移転）。
太極殿は太極宮の中核であり、正殿にあたる。ここで執り行なわれた王権儀礼としては、皇太子・皇太子妃・群臣の朝賀、納后の儀礼、冊命の儀礼、内冊、朔日受朝などがあり、皇帝の大葬と即位儀礼も太極殿で行なわれ、郊祀や太廟などの最重要儀礼も太極殿が出発地点となった。これらは大明宮へ政治の中心が移った唐後半期も継承された。
その北の両儀殿は内朝の正殿にあたる。ここは遅くとも貞観後期からは朝儀と聴政の場となっていたが、しばしば宴会も開かれていた。「両儀」は『周易』繋辞上伝の「易有太極、是生兩儀」、すなわち混沌とした宇宙の始原的状態である太極から万物の根源である両儀（陰陽あるいは天地）が生じたことに基づいている。その北にある甘露殿の「甘露」は『老子』32章の「天地相合、以降甘露」、すなわち天地陰陽の気の調和によって天から降る甘い霊液から来ており、徳治の王の治世における瑞兆を意味する。かように太極宮の主要な施設はその名称によって、天界の天帝の宮殿に直結する聖なる空間として聖化された。
敷地の西端に沿って南から北へ流れる清明渠は幅約10mの人工水路であり、隋の開皇年間の初めに開削された。敷地西北の山池院および南海池、西海池、北海池へと注いでゆく。反対側、敷地の東端に沿って南から北へ流れる龍首渠も人工水路であり、隋の開皇3年（583年）に開削された。長安城外の東から興慶宮を経て入ってくるもので、山水池、東海池へと注いでゆく。
敷地の北端には、南北朝期の王宮でよく見られた華林園を継承するものとして園林が設けられ、この事実上の内園エリアを後園と称した。後園は、それ以南のエリアとは異なり中軸線を持たず、建物が点在した。また4つの池（四海）が穿たれ、東・西・南・北と分かれていた。この「四海」はそれぞれが中国の領域の辺縁を含意し、一揃いで天下を象徴するミニチュアとなっていた。初唐までは皇帝がしばしばこの池で舟遊びを行なっていた。他、後園の主な施設を以下に挙げる。
- 凝陰殿 - 656年に高宗はここの西閣に玄奘を迎えて翻訳を行なわせた[14]。748年の日照りの際には玄宗が道士の葉法善をここへ召して鏡の竜に祈祷させ、大いに雨が降った[14]。
- 毬場 - 打毬を行なった広場[14]。脇の亭子は観覧席にあたる[14]。
- 山池院 - 名前からして、小規模な人工池や築山があったとみられる[14]。
- 凌煙閣 - 644年に太宗は、建国に功績のあった24人の功臣の像を描かせ、ここの閣上に掲げた[14]。また帝自ら作った讃詞や褚遂良による題額を掲げた[14]。

## 歴史

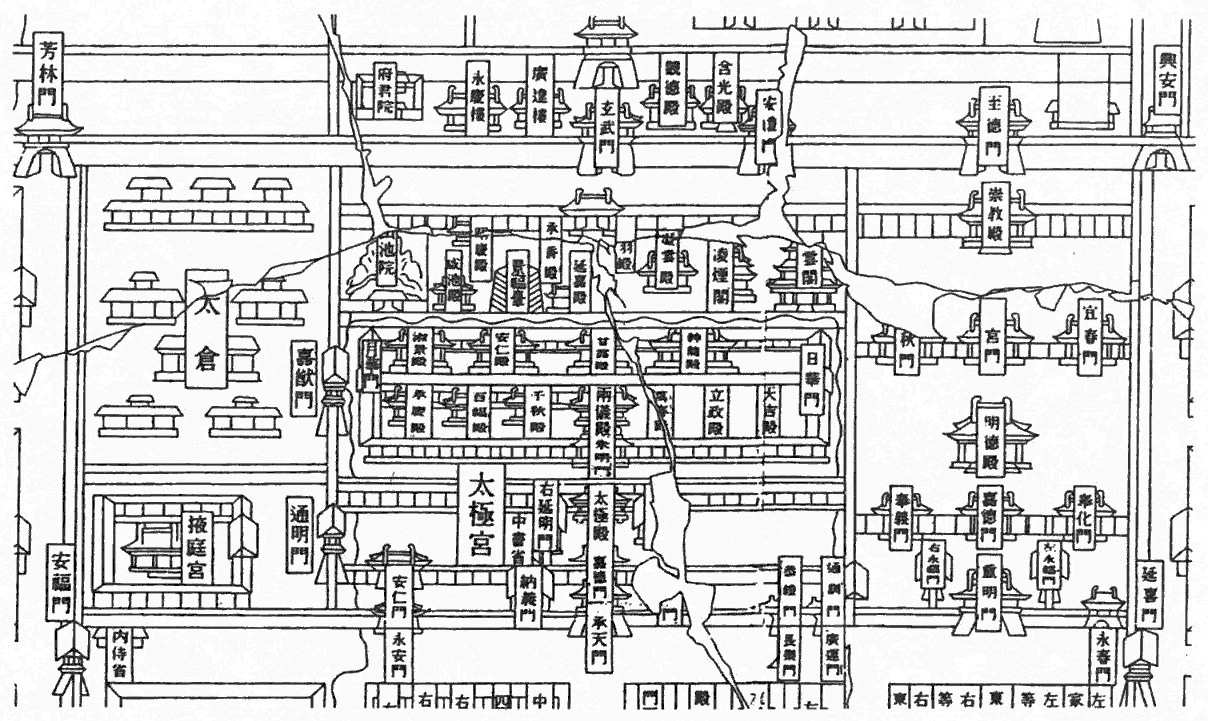
唐代の長安を描いた、呂大防の『長安圖碑』（1080年）の太極宮周辺を拡大したもの

北周から政権を奪い581年に隋を立てた文帝（楊堅）は、漢代から続いた旧都長安を当初の都としたが、翌582年6月に新都建設の勅を下し、南東に20里離れた龍首原の南側をその建設地と定め、半年後の583年1月には早くも竣工を布告した。この東西 9.7km、南北 8.7km にわたる広大な新しい都城を設計した鮮卑系の官人・宇文愷は、域内で北から南へ順に並ぶ六つの丘を易の乾の爻に当てはめる独自の解釈を行ない、それらを六つの陽爻（初九、九二、九三、九四、九五、上九）の並びとみなした。北から二番目にあたる「九二」の高台は「見龍（現れた龍）田に在り」の聖地、即ち「真の龍」である天子が出現する場所を象徴するものとして、宮城が置かれる処となった。都城の北側中央に宮城を配しその南門から外へ南北に幹線道路を伸ばすというレイアウトは三国時代・魏の鄴北城に遡り、それはのち南北朝時代の都城設計にも大きな影響を与えていたが、この隋の新都は遊牧政権である北魏洛陽城以降の特徴を踏まえて宮城北辺に宮城を配置した。また、宮城の南隣に官庁街である皇城を置くという初の試みがなされた。
この新都はかつて大興公に封ぜられた文帝にならい「大興城」と名付けられ、その宮城を「大興宮」と称した。隋を継承した唐は部分的な改修・拡張を加えながらこの都城を受け継ぎ、その名を「長安城」と改めた。しかしその宮城は単に「宮城」ないし「大内」と呼ばれ、固有名詞は付けられなかった。「太極宮」という固有名詞が付いたのは、武則天の周から唐に国号が復した705年になってからで、それは皇帝の常居が定着してきた大明宮との区別の必要が生じたからであり、唐王朝の復興に合わせ既にある太極殿から名をとったと思われる。
663年に高宗は大明宮へ居を移しそこで政務を執るようになったが、大礼と国家の行事は依然として太極宮で行なった。次いで中宗と睿宗は洛陽に居ることが多く、長安では専ら大明宮でなく太極宮に居り、日常政務と国家の儀礼もここで行なった。玄宗は714年に太極宮から大明宮へ移居した。
唐の政治中枢が大明宮へ移ったのちも、太極宮の宮殿は王権儀礼の舞台として使われ続け、王権儀礼を大明宮と分業する形になった。宗教性に重きを置かない王権儀礼については大明宮へ舞台を移したものもあるが、大喪、即位儀礼、太廟・太社、郊祀など、儀礼空間としての都市設計と不可分な王権儀礼は太極宮で行なわれ続けた。実際、『大唐開元礼』に規定された王権儀礼の多くは太極宮から移されることが無かった。